# Ritratto di Margareta van Eyck
Il Ritratto di Margareta van Eyck è un dipinto di Jan van Eyck.
Eseguito nel 1439 con la tecnica dell'olio su tavola, è uno degli ultimi lavori del maestro fiammingo (che sarebbe infatti morto due anni dopo) e uno dei primissimi ritratti europei raffiguranti la moglie di un pittore.  Si trova a Bruges, presso il Groeningemuseum.
L'artista si sposò con Margareta nel 1432 o 1433, subito dopo il suo trasferimento a Bruges, mentre il primo dei loro due figli nacque nel 1434. Di Margareta ci è sconosciuto quasi tutto, compreso il cognome da nubile. Dai vestiti che indossa nel dipinto si ritiene che provenisse da una famiglia della piccola nobiltà: tessuti curati, alla moda, ma non sontuosi, come invece quelli della sposa nel Ritratto dei coniugi Arnolfini. Dopo la morte del marito, Margareta ottenne una pensione modesta dalla città di Bruges.
La figura si staglia da un fondo oscuro e spoglio, senza dettagli. Margareta è mostrata per tre quarti, rivolta cioè verso lo spettatore ma non del tutto. Indossa un elegante abito di lana rosso con fodera in pelliccia grigia (nel Basso Medioevo la pelliccia rappresentava spesso la sessualità femminile), probabilmente di scoiattolo, nel colletto e nei polsini. La donna era strabica, come è ben mostrato dal suo occhio sinistro. Per accentuare alcune caratteristiche della moglie, in particolare i lineamenti del volto, il pittore ha fatto sì che la testa appaia sproporzionata rispetto al corpo.